# Драчевац Нински
Драчевац Нински је насељено место у саставу општине Поличник у Задарској жупанији, Република Хрватска.

## Историја
До територијалне реорганизације у Хрватској налазио се у саставу старе општине Задар.

## Становништво
На попису становништва 2011. године, Драчевац Нински је имао 280 становника.

## Попис1991.
На попису становништва 1991. године, насељено место Драчевац Нински је имало 386 становника, следећег националног састава:
| Попис 1991.‍ | Попис 1991.‍ | Попис 1991.‍ | Попис 1991.‍ | Попис 1991.‍ |
| ----------- | ----------- | ----------- | ----------- | ----------- |
|             |             |             |             |             |
| Хрвати      | Хрвати      |             | 372         | 96,37%      |
| остали      | остали      |             | 6           | 1,55%       |
| непознато   | непознато   |             | 8           | 2,07%       |
| укупно: 386 |             |             |             |             |